# Paardensport op de Olympische Zomerspelen 1952

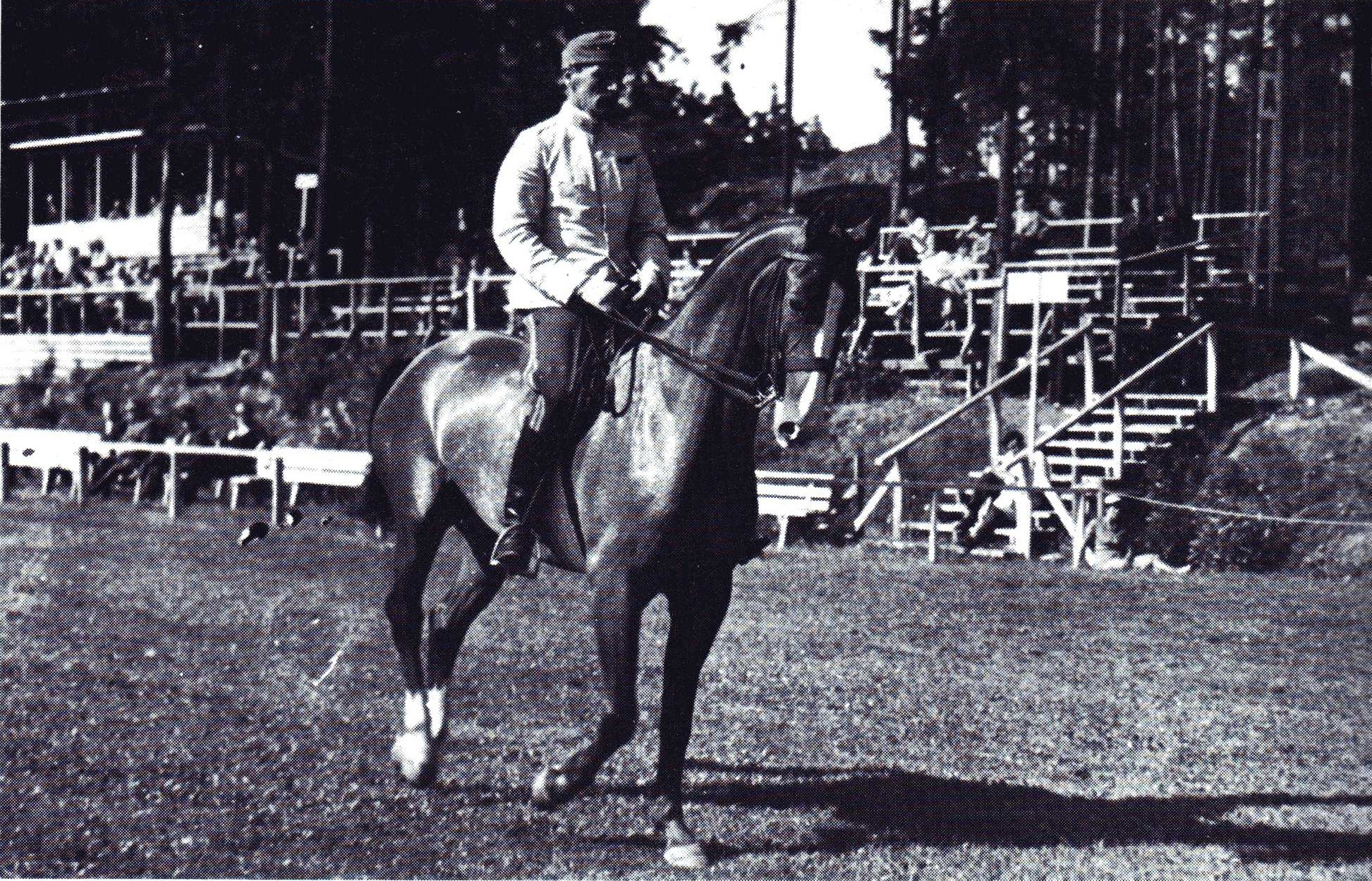
Mauno Roiha tijdens zijn dressuuroefening op de Zomerspelen 1952

Paardensport is een van de sporten die beoefend werden tijdens de Olympische Zomerspelen 1952 in Helsinki.

## dressuur

### individueel
| rang   | sporter                      | paard        | land | score |
| ------ | ---------------------------- | ------------ | ---- | ----- |
| Goud   | Henri Saint Cyr              | Master Rufus | SWE  | 561.0 |
| Zilver | Lis Hartel                   | Jubilee      | DEN  | 541.5 |
| Brons  | André Jousseaume             | Harpagon     | FRA  | 541.0 |
| 4      | Gottfried Trachsel           | Kursus       | SUI  | 531.0 |
| 5      | Gustaf Adolf Boltenstern jr. | Krest        | SWE  | 531.0 |
| 6      | Henri Chammartin             | Wöhler       | SUI  | 529.5 |
| 7      | Heinz Pollay                 | Adular       | GER  | 518.5 |
| 8      | Gustav Fischer               | Soliman      | SUI  | 518.5 |

### team
| rang   | sporter                                                                | paard                                       | land | score             | totaal |
| ------ | ---------------------------------------------------------------------- | ------------------------------------------- | ---- | ----------------- | ------ |
| Goud   | Henri Saint Cyr Gustaf Adolf Boltenstern jr. Gehnäll Persson           | Master Rufus Krest Knaust                   | SWE  | 561.0 531.0 505.5 | 1597.5 |
| Zilver | Gottfried Trachsel Henri Chammartin Gustav Fischer                     | Kursus Wöhler Soliman                       | SUI  | 531.0 529.5 518.6 | 1579.1 |
| Brons  | Heinz Pollay Ida von Nagel Fritz Thiedemann                            | Adular Afrika Chronist                      | GER  | 518.5 503.0 479.5 | 1501.0 |
| 4      | André Jousseaume Jean Peitevin de Saint André Jean Saint-Fort Paillard | Harpagon Vol-au-vent Tapir                  | FRA  | 541.0 479.0 403.5 | 1423.5 |
| 5      | José Larrain Hector Clavel Ernesto Silva                               | Rey de Oros Frontalera Viareggio            | CHI  | 473.5 452.0 415.0 | 1340.5 |
| 6      | Robert Borg Marjorie Haines Hartmann Pauly                             | Bill Biddle The Flying Dutchman Reno Overde | USA  | 492.0 446.0 315.5 | 1253.5 |
| 7      | Vladimir Raspopov Vasili Tichonov Nikolai Sitko                        | Imeninnik Pevec Cesar                       | URS  | 433.5 395.0 377.0 | 1205.5 |
| 8      | António Reymão Nogueira Francisco Valadas Júnior Fernando Paes         | Napeiro Feitiço Matamás                     | POR  | 429.5 422.0 346.0 | 1197.5 |

## eventing

### individueel
| rang   | sporter                     | paard    | land | score |
| ------ | --------------------------- | -------- | ---- | ----- |
| Goud   | Hans von Blixen-Finecke jr. | Jubal    | SWE  | 28.33 |
| Zilver | Guy Lefrant                 | Verdun   | FRA  | 54.50 |
| Brons  | Wilhelm Büsing              | Hubertus | GER  | 55.50 |
| 4      | Pedro Mercado               | Mandinga | ARG  | 62.80 |
| 5      | Klaus Wagner                | Dachs    | GER  | 65.66 |
| 6      | Piero D'Inzeo               | Pagoro   | ITA  | 66.80 |
| 7      | Bertie Hill                 | Stella   | GBR  | 67.33 |
| 8      | Olof Stahre                 | Komet    | SWE  | 69.41 |

### team
| rang   | sporter                                                                           | paard                                      | land | score                | totaal |
| ------ | --------------------------------------------------------------------------------- | ------------------------------------------ | ---- | -------------------- | ------ |
| Goud   | Hans von Blixen-Finecke jr. Olof Stahre Folke Frölén                              | Jubal Komet Fair                           | SWE  | 28.33 69.41 124.20   | 221.94 |
| Zilver | Wilhelm Büsing Klaus Wagner Otto Rothe                                            | Hubertus Dachs Trux von Kamax              | GER  | 55.50 65.66 114.33   | 235.49 |
| Brons  | Charles Hough jr. Walter Staley jr. John Wofford                                  | Cassivellannus Craigwood Park Benny Grimes | USA  | 70.66 168.50 348.00  | 587.16 |
| 4      | Fernando Marques Cavaleiro António Pereira de Almeida Joaquim Miguel Duarte Silva | Caudel Florentina Faial                    | POR  | 183.00 216.20 218.80 | 618.00 |
| 5      | Hans Andersen Otto Acthon Aage Rubæk-Nielsen                                      | Tom Sirdar Sahara                          | DEN  | 222.20 267.66 339.00 | 828.86 |
| 6      | Henry Freeman-Jackson Ian Dudgeon Mark Darley                                     | Cuchulain Hope Emily Little                | IRL  | 268.66 269.20 415.66 | 953.52 |

## springconcours

### individueel
| rang   | sporter                         | paard      | land | score |
| ------ | ------------------------------- | ---------- | ---- | ----- |
| Goud   | Pierre Jonquères d'Oriola       | Ali Baba   | FRA  | 8.00  |
| Zilver | Óscar Cristi                    | Bambi      | CHI  | 8.00  |
| Brons  | Fritz Thiedemann                | Meteor     | GER  | 8.00  |
| 4      | Eloi Massey Oliveira de Menezes | Biguá      | BRA  | 8.00  |
| 5      | Wilfred White                   | Nizefella  | GBR  | 8.00  |
| 5      | Humberto Mariles                | Petrolero  | MEX  | 8.75  |
| 7      | César Mendoza                   | Pillan     | CHI  | 12.00 |
| 7      | Argentino Molinuevo             | Discutido  | ARG  | 12.00 |
| 7      | Raimondo D'Inzeo                | Litargirio | ITA  | 12.00 |
| 7      | Sergio Dellacha                 | Santa Fe   | ARG  | 12.00 |

### team
| rang   | sporter                                                                          | paard                             | land | score             | totaal |
| ------ | -------------------------------------------------------------------------------- | --------------------------------- | ---- | ----------------- | ------ |
| Goud   | Wilfred White Douglas Stewart Harry Llewellyn                                    | Nizefella Aherlow Foxhunter       | GBR  | 8.00 16.00 16.75  | 40.75  |
| Zilver | Óscar Cristi César Mendoza Ricardo Echeverría                                    | Bambi Pillan Lindo Peal           | CHI  | 8.00 12.00 25.75  | 45.75  |
| Brons  | William Steinkraus Arthur McCashin John Russell                                  | Hollandia Miss Budweiser Democrat | USA  | 13.25 16.00 23.00 | 52.25  |
| 4      | Eloi Massey Oliveira de Menezes Renyldo Guimarães Ferreira Álvaro Dias de Toledo | Biguá Bibelot Eldorado            | BRA  | 8.00 20.50 28.00  | 56.50  |
| 5      | Pierre Jonquères d'Oriola Bertran Pernot du Breuil Jean d'Orgeix                 | Ali Baba Tourbillon Arlequin D    | FRA  | 8.00 20.00 31.00  | 59.00  |
| 6      | Fritz Thiedemann Georg Höltig Hans-Hermann Evers                                 | Meteor Fink Baden                 | GER  | 8.00 20.00 32.00  | 60.00  |
| 7      | Argentino Molinuevo Sergio Dellacha Julio Sagasta                                | Discutido Santa Fe Don Juan       | ARG  | 12.00 36.75       | 60.75  |
| 8      | Henrique Alves Callado João Craveiro Lopes José Alves Carvalhosa                 | Caramulo Raso Mondina             | POR  | 20.00 24.00       | 64.00  |

## Medaillespiegel
| rang   | land             | goud | zilver | brons | totaal |
| ------ | ---------------- | ---- | ------ | ----- | ------ |
| 1      | Zweden           | 4    | 0      | 0     | 4      |
| 2      | Frankrijk        | 1    | 1      | 1     | 3      |
| 3      | Groot-Brittannië | 1    | 0      | 0     | 1      |
| 4      | Chili            | 0    | 2      | 0     | 2      |
| 5      | Duitsland        | 0    | 1      | 3     | 4      |
| 6      | Denemarken       | 0    | 1      | 0     | 1      |
| 6      | Zwitserland      | 0    | 1      | 0     | 1      |
| 8      | Verenigde Staten | 0    | 0      | 2     | 2      |
| totaal | totaal           | 6    | 6      | 6     | 18     |

Parijs 1900 · 
Stockholm 1912 · 
Antwerpen 1920 · 
Parijs 1924 · 
Amsterdam 1928 · 
Los Angeles 1932 · 
Berlijn 1936 · 
Londen 1948 · 
Helsinki 1952 · 
Melbourne 1956 · 
Rome 1960 · 
Tokio 1964 · 
Mexico-stad 1968 · 
München 1972 · 
Montréal 1976 · 
Moskou 1980 · 
Los Angeles 1984 · 
Seoel 1988 · 
Barcelona 1992 · 
Atlanta 1996 · 
Sydney 2000 · 
Athene 2004 · 
Peking 2008 · 
Londen 2012 · 
Rio de Janeiro 2016 · 
Tokio 2020 · 
Parijs 2024 · 
Los Angeles 2028
Medaillewinnaars
Atletiek · Basketbal · Boksen · Gewichtheffen · Hockey · Honkbal (demonstratie) · Kanovaren · Moderne vijfkamp · Paardensport · Roeien · Schermen · Schietsport · Schoonspringen · Turnen · Voetbal · Waterpolo · Wielersport · Worstelen · Zeilen · Zwemmen